# Termes (Aude)
Termes – miejscowość i gmina we Francji, w regionie Oksytania, w departamencie Aude. Przez miejscowość przepływa rzeka Sou de Laroque. 
Według danych na rok 1990 gminę zamieszkiwały 43 osoby, a gęstość zaludnienia wynosiła 2 osoby/km² (wśród 1545 gmin Langwedocji-Roussillon Termes plasuje się na 857. miejscu pod względem liczby ludności, natomiast pod względem powierzchni na miejscu 343.).

## Zabytki
Zabytki w miejscowości posiadające status monument historique:
- zamek w Termes (Château de Termes)
- kościół Notre-Dame (Église Notre-Dame)